# Stazione di Terme Euganee-Abano-Montegrotto
La stazione di Terme Euganee-Abano-Montegrotto è la stazione ferroviaria della città di Montegrotto Terme posta sulla Padova-Bologna. La stazione serve anche la città di Abano Terme.

## Storia
La stazione fu attivata nel XIX secolo con il nome di Montegrotto.
Il fabbricato viaggiatori fu costruito nel 1881.
Nel 1935 assunse la nuova denominazione di Montegrotto Terme.
Il fabbricato viaggiatori originario, distrutto durante la seconda guerra mondiale, venne sostituito da un edificio in stile moderno al termine del conflitto, inaugurato nel 1950.
Il 27 settembre 1980 venne ridenominata Terme Euganee-Abano-Montegrotto.

## Movimento
La stazione è servita da treni regionali, da una coppia di Intercity e da una coppia di Intercity Notte.

## Servizi
La stazione dispone dei seguenti servizi:
- Biglietteria a sportello
- Biglietteria automatica
- Servizi igienici